# 国際連合安全保障理事会決議213
国際連合安全保障理事会決議213（こくさいれんごうあんぜんほしょうりじかいけつぎ213、英: United Nations Security Council Resolution 213）は、1965年9月20日に国際連合安全保障理事会で採択された決議である。シンガポールの国際連合への加盟申請を検討した上で、国際連合総会に対して承認勧告を行った。